# Iglesia de la Gratitud Nacional
El Santuario Nacional de María Auxiliadora, inicialmente nombrada Iglesia de la Gratitud Nacional al Sagrado Corazón de Jesús, es un templo de estilo neogótico en Santiago de Chile que se emplaza en el mismo lugar donde, durante la época de la colonia, se levantaba la ermita de San Miguel.

## Historia
En 1699, durante Colonia, el entonces gobernador Tomás Marín González de Poveda ordenó levantar la ermita de San Miguel, que luego de su muerte quedaría abandonada. Su sucesor, Juan Andrés de Ustáriz Vervizberea, se encargó de restaurarla con mucho lujo, e instaló un sacerdote estable.
Sin embargo, por lo peligroso del barrio donde estaba ubicada —La Cañada, donde "campeaban personajes de dudosa reputación para la época, como bandidos y prostitutas"—, la ermita —que se había erigido precisamente para sanear el barrio— quedó nuevamente desocupada hasta que las autoridades de la época decidieron donarla a los mercedarios, quienes le anexaron un convento y una escuela.
Este templo fue sede de dos hechos históricos de gran relevancia: allí se velaron los restos del asesinado ministro Diego Portales Palazuelos; también fue allí donde la ciudadanía, ante un arco de triunfo, recibió al general Manuel Bulnes después de su victoria en la batalla de Yungay en 1839, durante la Guerra contra la Confederación Perú-Boliviana.
El arquitecto alemán Francisco Stolf fue el encargado de diseñar el templo mayor de la que pretendía ser la Abadía de Westminster de Chile. La primera piedra fue bendecida en 1857, pero por diversos problemas la obra quedó paralizada, siendo inaugurada recién en 1883, 26 años después.
En 1879 el sacerdote salesiano Ramón Ángel Jara, preocupado por el destino de los huérfanos de la Guerra del Pacífico, creó el «Asilo de la Patria» y sus talleres. Con la autorización del Arzobispado compró los terrenos de la antigua Ermita de San Miguel, al costado norte del templo. Allí se ubicó la capilla-mausoleo con 128 nichos, donde fueron ubicados los restos de los héroes de la guerra.Cabe destacar que este templo albergó Los corazones de los Héroes del Combate de "La Concepción" ( hoy se encuentran en la catedral de Santiago) Donde 77 patriotas, 3 mujeres que acompañaban la dotación y 2 niños, entre ellos un recién nacido, encabezados por Don Ignacio Ignacio Carrera Pinto, entregaron sus vidas a la defensa de Chile,  Al día de hoy La Fundación Museo Guerra del Pacífico Domingo de Toro Herrera organiza cada año una ceremonia solemne y una misa donde es recordada la gesta heroica de aquel 9 y 10 de julio de1882.

### Advocación
San Juan Bosco, fundador de los salesianos, fue un gran devoto de la Virgen bajo la advocación de María Auxiliadora y la tomó como patrona de su congregación. En Ella vio el fundador la ayuda que la humanidad necesita para su redención. También venera a la Virgen como el auxilio de la humanidad y de la patria.
Desde 1954 este templo lleva el nombre de María Auxiliadora.

## Arquitectura
Es una iglesia de estilo neogótico, en la que destaca su fachada con doble pórtico ojival, de una altura mayor a lo común. El templo tiene una planta tradicional de cruz latina, con un crucero que interrumpe el ritmo de la arquería interior.
En la obra, encargada al alemán Francisco Stolf, también participaron posteriormente Lucien Hénault, Belloni en trabajo colaborativo. A comienzos del siglo XX, se le pidió a Ignacio Cremonesi, que había participado en el diseño de otros proyectos arquitectónicos religiosos en Santiago, que proyectara la fachada de la iglesia. Este arquitecto italiano realizó el diseño con una gran torre central con campanario sobre la entrada principal, que le hubiera dado una altura y presencia destacada en el panorama de la capital del 1900, pero la torre no llegó a ser construida y el proyecto de Cremonesi quedó inacabado.

### Ornamentaciones

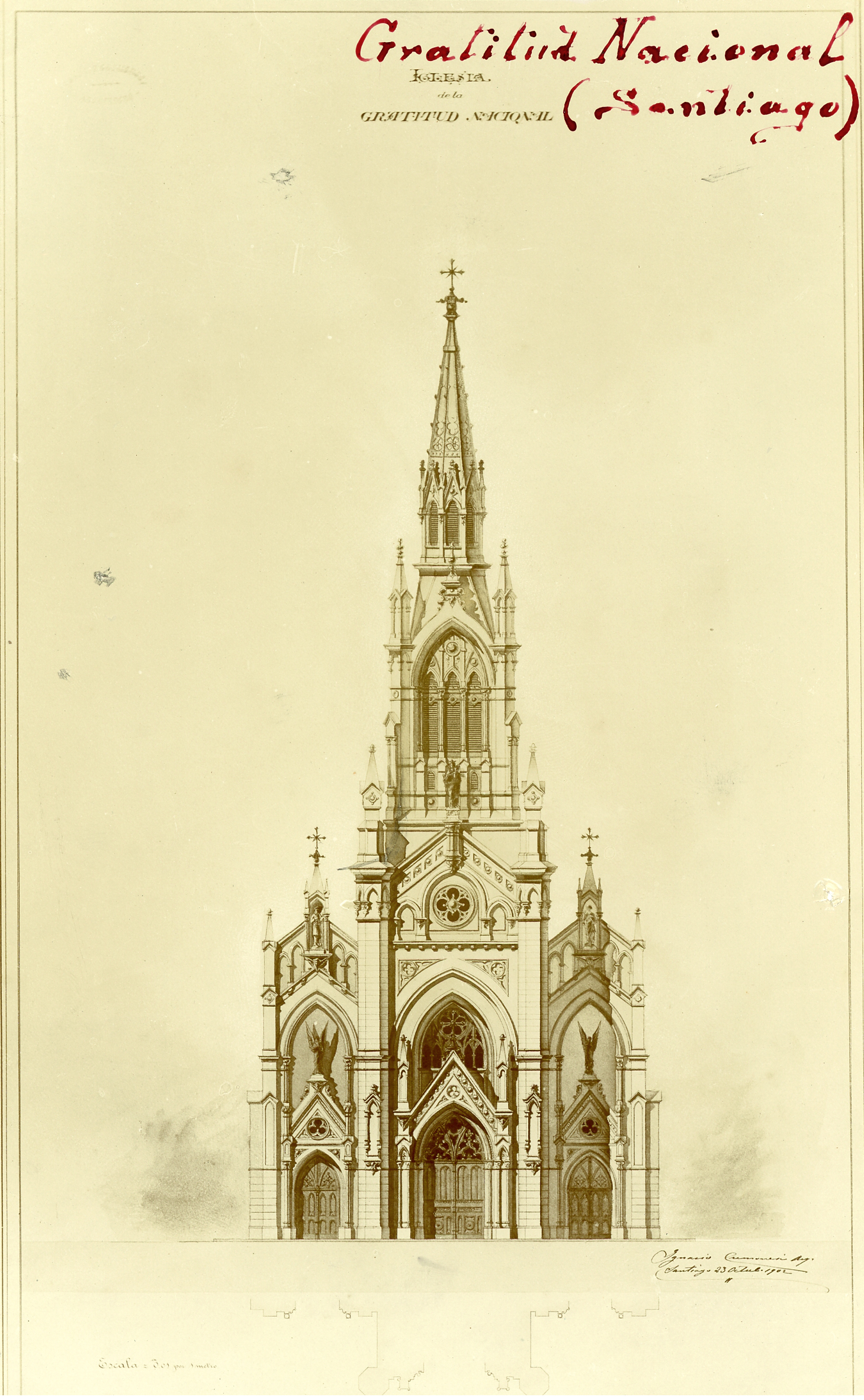
Iglesia de la Gratitud Nacional. Elevación firmada por Ignazio Cremonesi. Archivo de Originales Centro de Información y Documentación Sergio Larraín García Moreno, Facultad de Arquitectura, Diseño y Estudios Urbanos Pontificia Universidad Católica de Chile.

Los mejores artistas de la época participaron en su ornamentación, entre ellos José Miguel Blanco, el primer escultor chileno que el Gobierno envió a París.

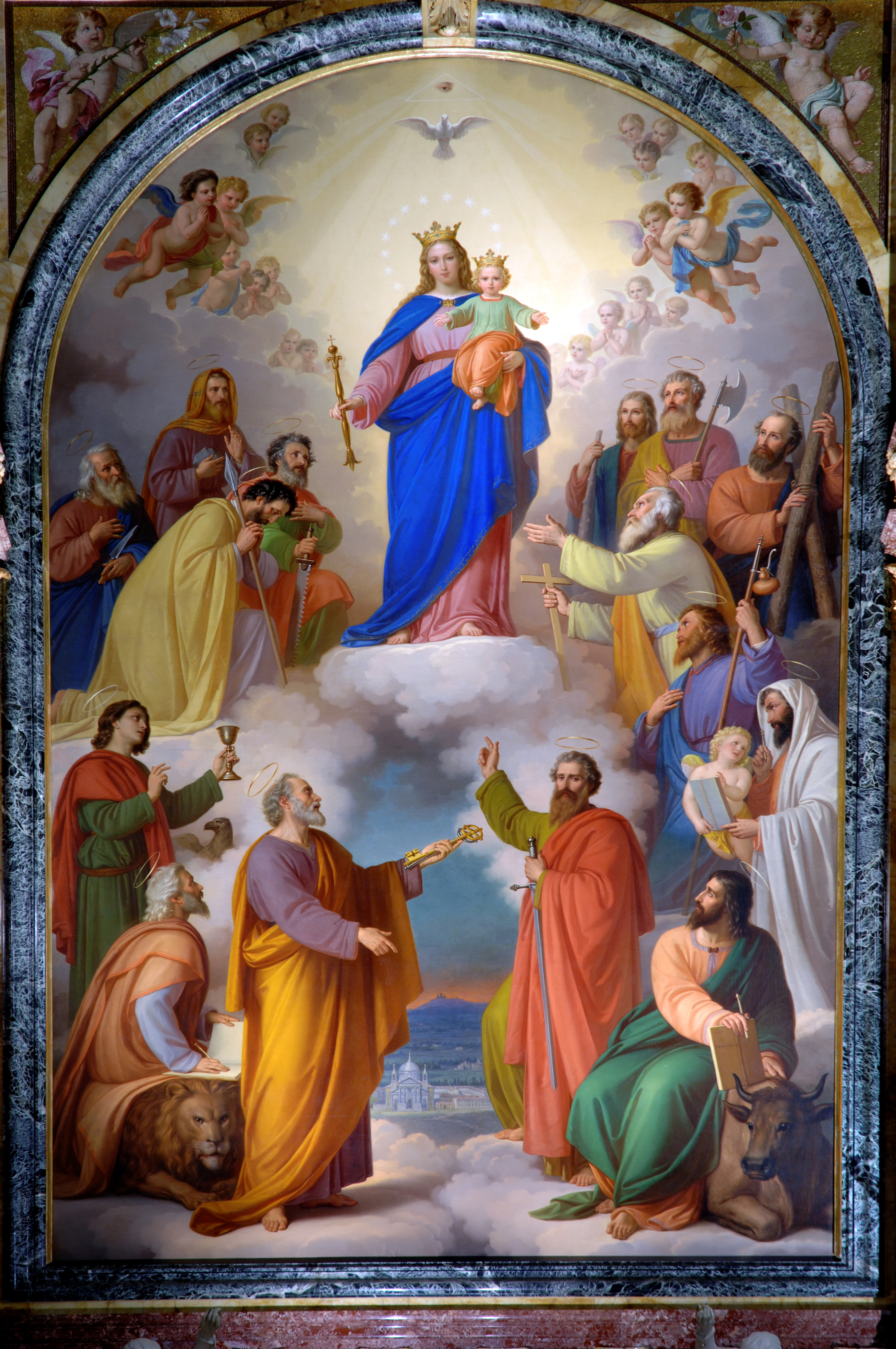
Imagen original del pintor Tommaso Andrea Lorenzone en Turín, reproducida por el artista Pedro León Carmona para el presbiterio de la Iglesia en Santiago de Chile.

La imagen de María Auxiliadora que preside el presbiterio es una reproducción realizada por Pedro León Carmona del cuadro que Tommaso Lorenzone pintó a pedido de san Juan Bosco y que se encuentra en la basílica santuario de María Auxiliadora de Turín.

### Reparaciones
Después de terremoto de Chile de 2010 la iglesia debió cerrar temporalmente debido a los daños causados.
Luego de una restauración estructural llevada a cabo por el arquitecto Cristóbal Ferraro Calderón, la iglesia reabrió sus puertas en marzo de 2012, gracias los aporte del Consejo Nacional de la Cultura y las Artes, la Congregación Salesiana y diversos donativos.

## Contexto político y ataques al templo
El 18 de septiembre de 1973, siete días después del golpe de Estado encabezado por el general Augusto Pinochet, se realizó el tradicional Te Deum de las Fiestas Patrias en esta iglesia de los salesianos. Además de los miembros de la Junta Militar, asistieron los expresidentes de la República Gabriel González Videla (ex-Radical), Jorge Alessandri Rodríguez (Independiente pro Nacional) y Eduardo Frei Montalva (Demócrata Cristiano).
Por su ubicación en el centro de la capital, el templo ha sido atacado en diversas manifestaciones populares y generalmente los vitrales del ala sur (por ejemplo, en 2015) y la fachada de la iglesia, son los que sufren mayores daños (rayados con pintura, ataques con piedras e incendiarios).
En junio de 2016, durante una marcha estudiantil, un grupo de encapuchados robaron la escultura de Cristo crucificado y la sacaron a la Alameda, donde procedieron a destruirla a golpes y a quemarla. Los policías lograron recuperar parte de la escultura, que casi dos más tarde, el 24 de abril de 2018, fue repuesto restaurado en el santuario. Sin embargo, conservó "algunas secuelas del daño recibido, como simbolismo de Jesús sufriente"; a esta cruxificción los feligreses la han llamado Cristo roto de la paz.